# Argentonnay
Argentonnay község Franciaország Új-Aquitania régiójában, Deux-Sèvres megyében. Új községként 2016. január 1-jén jött létre hat korábbi község: Argenton-les-Vallées, Le Breuil-sous-Argenton, La Chapelle-Gaudin, La Coudre, Moutiers-sous-Argenton és Ulcot egyesítésével. Lakosainak száma 3229 fő (2022. január 1.).

## Népesség
| Lakosok száma | 3185 | 3189 | 3183 | 3197 | 3213 | 3229 |
|               | 2017 | 2018 | 2019 | 2020 | 2021 | 2022 |